# Memoirs of an Imperfect Angel
Memoirs of an Imperfect Angel je dvanaesti studijski album američke R&B glazbenice Mariahe Carey objavljen 25. rujna 2009. godine u izdanju Island Recordsa.

## O albumu
Album je originalno trebao biti objavljen 25. kolovoza 2009., ali je objavljivanje odgođeno za 25. rujna 2009. Carey je 20. svibnja 2009. na svojem Twitter profilu napisala da album nosi naziv Memoirs of an Imperfect Angel jer je album veoma osoban i posvećen je obožavateljima. Izjavila je i da u potpunosti voli album i da je naprosto zaljubljena u njega, da će album biti pun velikih balada, te da je pokušala napraviti nešto i za one kojima se sviđa album Butterfly ili još stariji albumi. U intervjuu za Amazon.com izjavila je da svaka pjesma s albuma za sobom vuće svoju priču. Svaka pjesma prezentira neki događaj ili kontoverzu iz njenog dnevnika. Svaka pjesma reflektira na svoj specifičan način neki dio njenog života. Album je debitirao na trećoj poziciji američke top liste albuma s prodajom od 168.000 primjeraka u prvom tjednu. Carey je izjavila da želi ostvariti suradnju sa sastavom Westlife u singlu koji bi trebao biti objavljen samo u Ujedinjenom Kraljevstvu. Izjavila je i da želi da sljedeći singl bude drugačiji od ostalih i da ne može dočekati da to učini.

## Popis pjesama
| Br. | Skladba                           | Trajanje |
| --- | --------------------------------- | -------- |
| 1.  | »Betcha Gon' Know (The Prologue)« | 4:00     |
| 2.  | »Obsessed«                        | 4:01     |
| 3.  | »H.A.T.E.U.«                      | 4:27     |
| 4.  | »Candy Bling«                     | 4:02     |
| 5.  | »Ribbon«                          | 4:20     |
| 6.  | »Inseparable«                     | 3:33     |
| 7.  | »Standing O«                      | 3:59     |
| 8.  | »It's A Wrap«                     | 4:00     |
| 9.  | »Up Out My Face«                  | 3:40     |
| 10. | »Up Out My Face (The Reprise)«    | 0:51     |
| 11. | »More Than Just Friends«          | 3:37     |
| 12. | »The Impossible«                  | 4:00     |
| 13. | »The Impossible (The Reprise)«    | 2:26     |
| 14. | »Angel (The Prelude)«             | 1:04     |
| 15. | »Angels Cry«                      | 4:01     |
| 16. | »Languishing (The Interlude)«     | 2:34     |
| 17. | »I Want To Know What Love Is«     | 3:27     |

| 18. | »Obsessed« (Cahill Radio Mix)                      | 3:21 |
| 19. | »Obsessed« (Seamus Haji & Paul Emanuel Radio Edit) | 3:13 |
| 20. | »Obsessed« (Jump Smokers Radio Edit)               | 3:20 |
| 21. | »Obsessed« (Friscia and Lamboy Radio Mix)          | 4:11 |

| 18. | »Obsessed« (Cahill Radio Mix)                      | 3:21 |
| 19. | »Obsessed« (Seamus Haji & Paul Emanuel Radio Edit) | 3:13 |
| 20. | »Obsessed« (Jump Smokers Radio Edit)               | 3:20 |
| 21. | »Obsessed« (Friscia and Lamboy Radio Mix)          | 4:11 |
| 22. | »Obsessed« (video)                                 | 3:20 |
| 23. | »Obsessed« (video za remix, ft. Gucci Mane)        | 4:11 |

## Singlovi
Obsessed
Prvi singl s albuma bio je "Obsessed". Pjesma je Careyin najviši ulaz na američkoj top listi singlova još od svibnja 1998. Singl je službeno objavljen 16. lipnja 2009. godine. "Obsessed" je Careyin 27. ulaz na američku top listu singlova, čime je postala druga žena ikad po broju singlova na toj top listi. Na službenom remiksu pjesme, za koji je snimljen i spot, gostuje Gucci Mane.
I Want To Know What Love Is
Za drugi singl s albuma izabrana je pjesma "I Want To Know What Love Is" (ponekada označena kao "I Wanna Know What Love Is"). Pjesma je obrada hita iz 1984. sastava Foreigner. Singl je objavljen 28. kolovoza 2009. Pjesma je provela dva tjedna na broju jedan hrvatske top liste singlova, a u Francuskoj je dosegla šestu poziciju tamošnje top liste singlova, postavši najuspješnija obrada nekog singla ikad.
H.A.T.E.U.
Pjesma "H.A.T.E.U." ("Having a Typical Emotional Upset") je objavljena kao treći singl s albuma 2. studenog 2009.

### Ostale značajne pjesme
Betcha Gon' Know (The Prologue)
Pjesma "Betcha Gon' Know (The Prologue)" je u tjednu objave albuma debitirala na trećoj poziciji na američkoj top listi Bubbling Under Hot 100 (produžetak top liste Hot 100) i na poziciji 66 na top listi Hot Digital Songs zbog mnogo digitalnih downloada. Pjesma se kasnije popela na broj 1 top liste Bubbling Under Hot 100.

## Top liste
| Top liste (2009.)      | Pozicija |
| ---------------------- | -------- |
| Australija             | 6        |
| Austrija               | 39       |
| Belgija (Flandrija)    | 44       |
| Belgija (Valonija)     | 24       |
| Europa                 | 21       |
| Francuska              | 10       |
| Italija                | 17       |
| Kanada                 | 5        |
| Mađarska               | 32       |
| Meksiko                | 49       |
| Nizozemska             | 26       |
| Norveška               | 1        |
| Novi Zeland            | 25       |
| Njemačka               | 27       |
| SAD Billboard 200      | 3        |
| SAD R&B/Hip-Hop Albums | 1        |
| Španjolska             | 23       |
| Švedska                | 44       |
| Švicarska              | 18       |
| Ujedinjeno Kraljevstvo | 23       |

## Prodaja i certifikacije
| Država | Certifikacija | Prodaja |
| ------ | ------------- | ------- |
| SAD    | zlatna        | 400.000 |
| UK     | srebrna       | 60.000  |